# 2MASS J15261405+2043414
2MASS J15261405+2043414 ist ein L-Zwerg im Sternbild Schlange. Er wurde 2000 von J. Davy Kirkpatrick et al. entdeckt.